# Steinfurt
Steinfurt est une commune d'Allemagne située en Rhénanie-du-Nord-Westphalie et chef-lieu l'arrondissement de Steinfurt, appartenant à la circonscription administrative de Münster.
Dans le cadre de la restructuration municipale, les villes anciennement indépendantes (Borghorst et Burgsteinfurt) ont été fusionnées en janvier 1975 à la ville de Steinfurt.

## Géographie
La ville de Steinfurt appartient au Münsterländer (communauté de communes de Münster). Cette petite ville se trouve à 31 km, au nord-ouest de Münster.

## Communautés voisines
Steinfurt Ochtrup, Wettringen, Neuenkirchen, Emsdetten, la forêt boréale, Altenberge, Nordwalde, Laer, Rheine, Horstmar et Metelen.

## Les deux parties de la ville
La ville se compose de deux districts : Burgsteinfurt et Borghorst, chacun étant composé de trois "quartiers".
Burgsteinfurt (65,2 km²)
Hollich
Sellen
Veltrup
Borghorst (46,2 km²)
Dumte
Wilms Berg
Ostendorf

### Histoire de Burgsteinfurt
Burgsteinfurt est l'un des endroits les plus remarquables de la région de Münster, fortement influencé protestante, avec la plus ancienne université en Westphalie, avec ses maisons de toutes les époques et l'un des plus beaux châteaux de la région. 
On doit la fondation de cette ville aux paysans et aux moines de l'ordre de Saint Jean. La paysannerie, Hollich, Sellen et Veltrup, sont beaucoup plus âgés que Burgsteinfurt. Une "veliun villa" est mentionnée en 890. Rudolf II von Stenvorde, seigneur de Steinfurt, est considéré comme le fondateur du château, mentionné en 1129 comme une ferme paysanne fortifiée. Pres de l'entrée du château se trouvait le lieu du premier marché. C'est à partir de cette base que s'est développée l'actuel centre historique. Le château se composait alors d'une tour d'habitation carrée aux murs de deux mètres d'épaisseur et s'élevait sur une colline qui avait été élevée dans une vallée plate de l'Aa. La rivière était endiguée par un déversoir et canalisée autour de la colline sous forme de douves. Un peu plus tard, les seigneurs de Steinfurt ont érigé une puissante tour de forteresse, le Buddenturm, sur une autre île artificielle. Ces deux bâtiments formaient le noyau du château actuel. Le château possédait sa propre chapelle, tandis que les fermiers du village ont construit leur propre église en l'honneur des missionnaires irlandais sur le site d'un sanctuaire préchrétien.

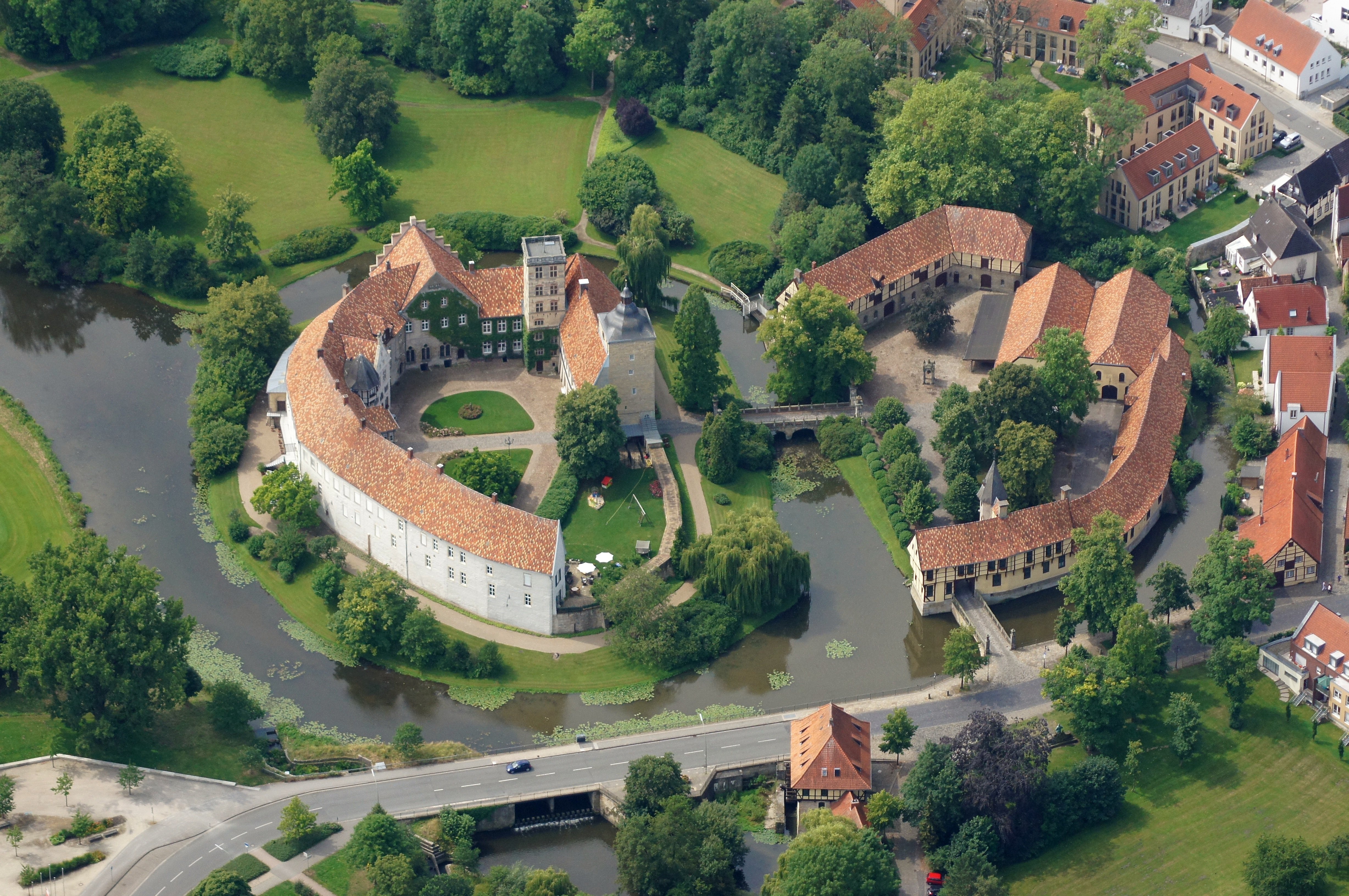
Le Château de Burgsteinfurt

### Histoire de Steinfurt
Le nom "Steinfurt, mentionné en 1129 comme "Steinvorde" est dérivé d'un gué (= Furt) en pierre (= Stein), un passage de la rivière Aa. Ce gué était probablement à l'intersection de la voie navigable et une ancienne route militaire Est-Ouest. Le gué était l'un des rares endroits où l'on pouvait traverser la rivière avec les équipes. Le propriétaire du gué pouvait percevoir des péages routiers ; les passages de débit ont été aussi des lieux où le commerce a eu lieu. 
Il y avait un deuxième château sur place qui appartenait aux seigneurs d'Ascheberg. Selon la légende, ils auraient détruit le château des seigneurs de Steinfurt et inversé cela par vengeance. Les seigneurs de Steinfurt offraient aux marchands, artisans et agriculteurs un emplacement pratique sur le gué. En retour, les résidents devaient payer une somme modique sous forme d'argent, de cire ou de poulets. Une sorte de colonie de marché s'est rapidement développée à partir de l'ancienne colonie agricole qui a été mentionné comme une ville en 1338.

Le comté de Steinfurt

Après la disparition des nobles seigneurs de Steinfurt en 1421, la seigneurie revient à Eberwin de Götterswick qui a épousé l'héritière Mathilde de Steinfurt. Il hérite aussi de la seigneurie de Bentheim de son oncle Bernard de Bentheim. Par conséquent, il détient le titre seigneur de Bentheim ainsi que le titre de seigneur de Steinfurt (de). À sa mort, en 1454, ses fils fondent deux lignées : Bernard, celle de Bentheim-Bentheim, et Arnold, celle de Bentheim-Steinfurt. En 1495, la lignée de Steinfurt s'éleva au rang de comtes du Saint-Empire. En 1530, Bentheim-Bentheim devint également un comté. La première ligne s'éteint en 1530 et le comte Arnold II de Bentheim-Steinfurt réunit les possessions des deux branches. Il se convertit au luthéranisme en 1544 et promeut la Réforme dans ses États.
En 1643 Bentheim et Steinfurt sont à nouveau divisés ; En 1803 ils se réunissent par héritage. À l'époque de Napoléon Bonaparte, le statut de la Maison de Bentheim avait été perdu car toutes les terres avaient été occupées et conquises et le Saint Empire romain germanique avait été dissous. Napoléon prive les comtes de tous droits par le Traité de la confédération du Rhin. Steinfurt et Bentheim sont incorporés au Grand Duché de Berg en 1806. Après la défaite de Napoléon, le comté de Bentheim est ensuite tombé au royaume de Hanovre dans le cadre du congrès de Vienne en 1815 tandis que le district de Steinfurt passa au royaume de Prusse. Le château de Burgsteinfurt appartient toujours à la famille princière, qui l'habite toujours. Elle possède également le château de Bentheim.

## Personnalités liées à la ville
- Clemens Timpler (1563-1624), philosophe mort à Steinfurt.
- Charles Paul Ernest de Bentheim-Steinfurt (1729-1780), comte mort à Burgsteinfurt.